# Mecosaspis atripennis
Mecosaspis atripennis är en skalbaggsart som först beskrevs av Hope 1843.  Mecosaspis atripennis ingår i släktet Mecosaspis och familjen långhorningar.
Artens utbredningsområde är:
- Ghana.
- Liberia.
- Senegal.
- Sierra Leone.
- Togo.

Inga underarter finns listade i Catalogue of Life.